# دوشكو ساكان
دوشكو ساكان هو لاعب كرة قدم بوسني في مركز الوسط، ولد في 3 مارس 1989 في Šipovo ‏ في البوسنة والهرسك. شارك مع منتخب البوسنة والهرسك تحت 19 سنة لكرة القدم ومنتخب البوسنة والهرسك تحت 21 سنة لكرة القدم ومنتخب البوسنة والهرسك لكرة القدم. أما مع النوادي، فقد لعب مع راد بيوغراد ونادي بوراتس بانيا لوكا.

## وصلات خارجية
- دوشكو ساكان على موقع الاتحاد الأوربي (الإنجليزية)
- دوشكو ساكان على موقع قاعدة بيانات كرة القدم.إي يو (الإنجليزية)
- دوشكو ساكان على موقع ناشيونال فوتبول تيمز (الإنجليزية)
- دوشكو ساكان على موقع Soccerway.com (الإنجليزية)